# Tielong Hongda Auto Refit Works
Tielong Hongda Auto Refit Works war ein Hersteller von Automobilen aus der Volksrepublik China. Eine andere Quelle gibt Tielong Hongda Special Auto Works an.

## Unternehmensgeschichte
Das Unternehmen aus Kaiyuan begann 1993 mit der Produktion von Automobilen. Der Markenname lautete Tielong. 1998 endete die Produktion.

## Fahrzeuge
Ein Modell war der THD 7080. Das Fahrzeug war bei einem Radstand von 2320 mm 3955 mm lang. Ein Motor von Suzuki trieb das Fahrzeug an. Die Karosserie bestand aus Kunststoff. Es war eine kleine viertürige Limousine mit Stufenheck. Hiervon entstanden 1998 zehn Fahrzeuge.
Daneben wird der SY 622 F bzw. SY 622 SL genannt. Er wurde 1994 präsentiert, wobei unklar bleibt, ob er in Produktion ging. Er ähnelte mit seiner schrägen Frontgestaltung dem Renault Twingo.